# دنیاگیری کووید-۱۹ در لتونی
دنیاگیری کووید-۱۹ در لتونی بخشی از دنیاگیری بیماری کروناویروس ۲۰۱۹ در جهان است. اولین مورد تأیید شده در لتونی در ۲ مارس ۲۰۲۰ در شهر ریگا اعلام شد.